# Ньоман Нуарта
Ньоман Нуарта (индон. Nyoman Nuarta; 14 ноября 1951, Табанан, Бали) — индонезийский скульптор, один из участников движения «Новая живопись Индонезии».

## Краткая биография
Воспитывался в семье дяди Кутута Дхармы Сусилы, учителя рисования. В 1979 г. окончил Бандунгский технологический институт, где изучал живопись и ваяние. В 1976 г. совместно с художниками Харди, Деде Эри Суприа, Харсоно и критиком Джимом Супангкатом основал движение «Новая живопись Индонезии». Владелец студии своего имени (Studio Nyoman Nuarta), основатель фонда «Мандала Гаруда Висну Кенчана» (1994). Член Международного центра ваяния в Вашингтоне и Британского королевского общества ваяния,

## Творчество
Создал более сотни скульптур и скульптурных композиций. Экспериментирует с различными материалами, добиваясь максимальной выразительности своих произведений. Ему принадлежит установленный на базе ВМС в Сурабае монумент Монджая (30,6 м), памятник Сукарно — Хатта и монумент Арджуна Виджая в Джакарте, скульптуры «Взлет» в Сурабае и «Футболисты» в Бандунге, а также огромный монумент «Гаруда-Вишну-Кенчана» на Бали высотой 121 м, включая постамент, третий по высоте в мире (2018). В Бандунге на площади трех гектаров создал парк скульптур NuArt Sculpture Park с четырёхэтажным выставочным залом. Принимал участие более чем в 40 художественных выставках в стране и за рубежом (Австралия, Гонконг, Индия, Италия, КНР, Сингапур, США, Филиппины, Франция, Швейцария, Япония).

## Награды
- Победитель конкурса на лучшую скульптуру прокламаторов независимости Индонезии (1979)
- Награда губернатора Джакарты за монумент Арджуна Виджая (1987)
- Награда Наньянской академии искусств (Сингапур, 1989)
- Награда Музея спорта парка «Мини-Индонезия» (1989)
- Награда министерства образования и культуры Индонезии (1992)
- Награда за выдающиеся заслуги Бандунгского технологического института (2009)
- Награда Padma Shri (Индия, 2018)[6]

## Семья
- Отец Кетут Виджана, мать Ньоман Семуда.
- Супруга Синтия Лакшми.
- Дочери Путу Таня и Маде Таша — скульпторы.